# Mumba (Mumbwa)
Mumba è un ward dello Zambia, parte della Provincia Centrale e del Distretto di Mumbwa.